# 晚邮报 (挪威)
《晚邮报》（Aftenposten，在报头也写作；挪威語發音：[ˈɑ̂ftn̩ˌpɔstn̩] ）是挪威发行量最大的印刷报纸。总部位于奥斯陆。它在2015年售出了211,769份（根据卑尔根大学的数据为172,029份），估计有120万读者。
报纸所属的私营公司由上市公司施伯史泰德全资拥有，挪威第二大报纸《世道報》也是施伯史泰德的子公司。